# Pentel
Pentel Co., Ltd. (ぺんてる株式会社, Penteru Kabushiki Gaisha) é uma empresa japonesa de capital fechado que produz produtos de papelaria. O nome é uma combinação das palavras em inglês pen and tell (como em contar uma história). A Pentel também é a inventora da tecnologia de marcadores não permanentes. A maioria dos produtos Pentel é fabricada no Japão, Taiwan e França . Yukio Horie, que era presidente da empresa até sua morte em 2010, inventou a caneta de ponta de fibra (ponta de feltro) na década de 1960.

## Produtos
A Pentel produz uma ampla gama de produtos, principalmente instrumentos de escrita, como canetas, borrachas e marcadores .

### Galeria

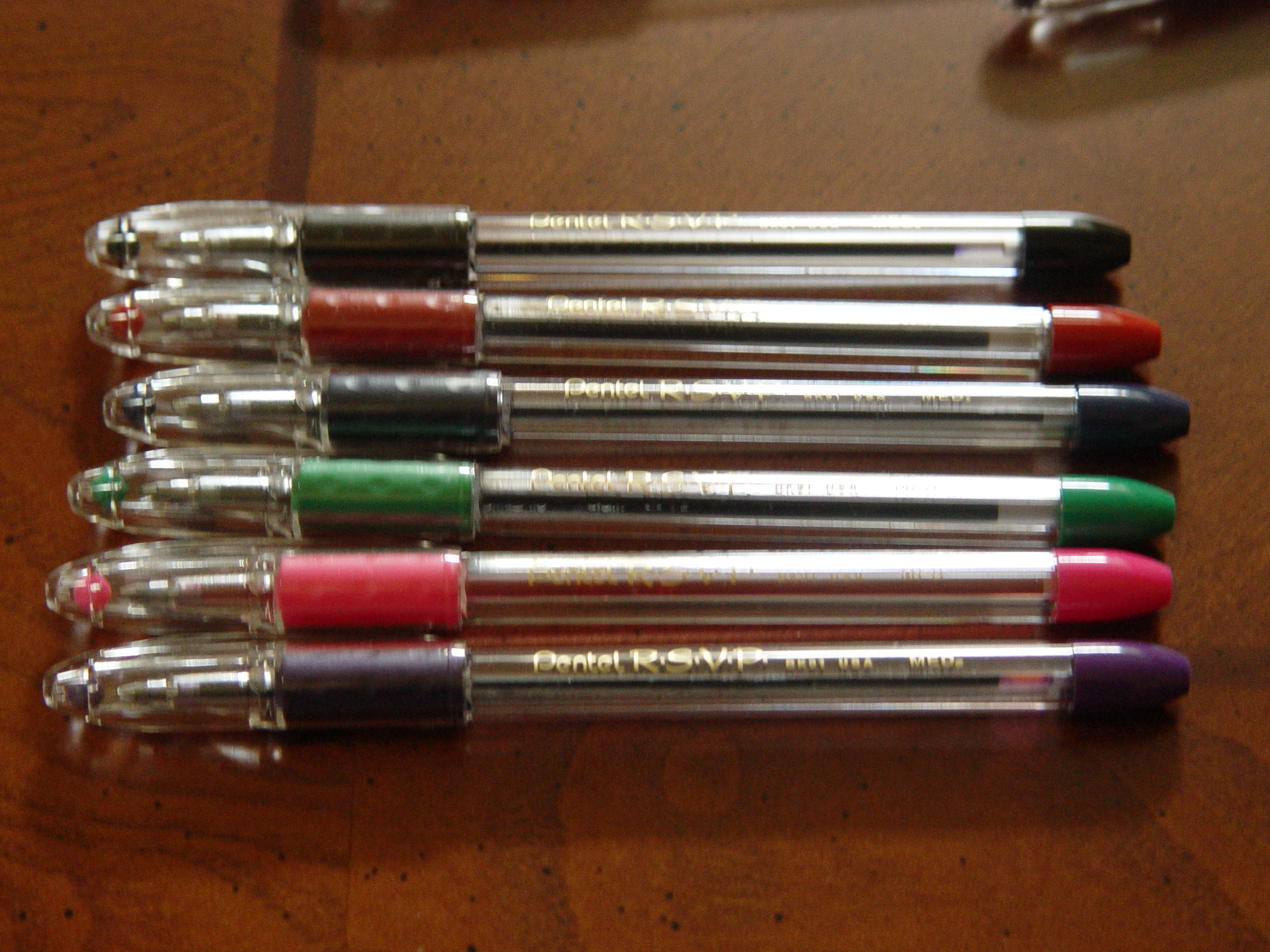
Canetas Pentel RSVP
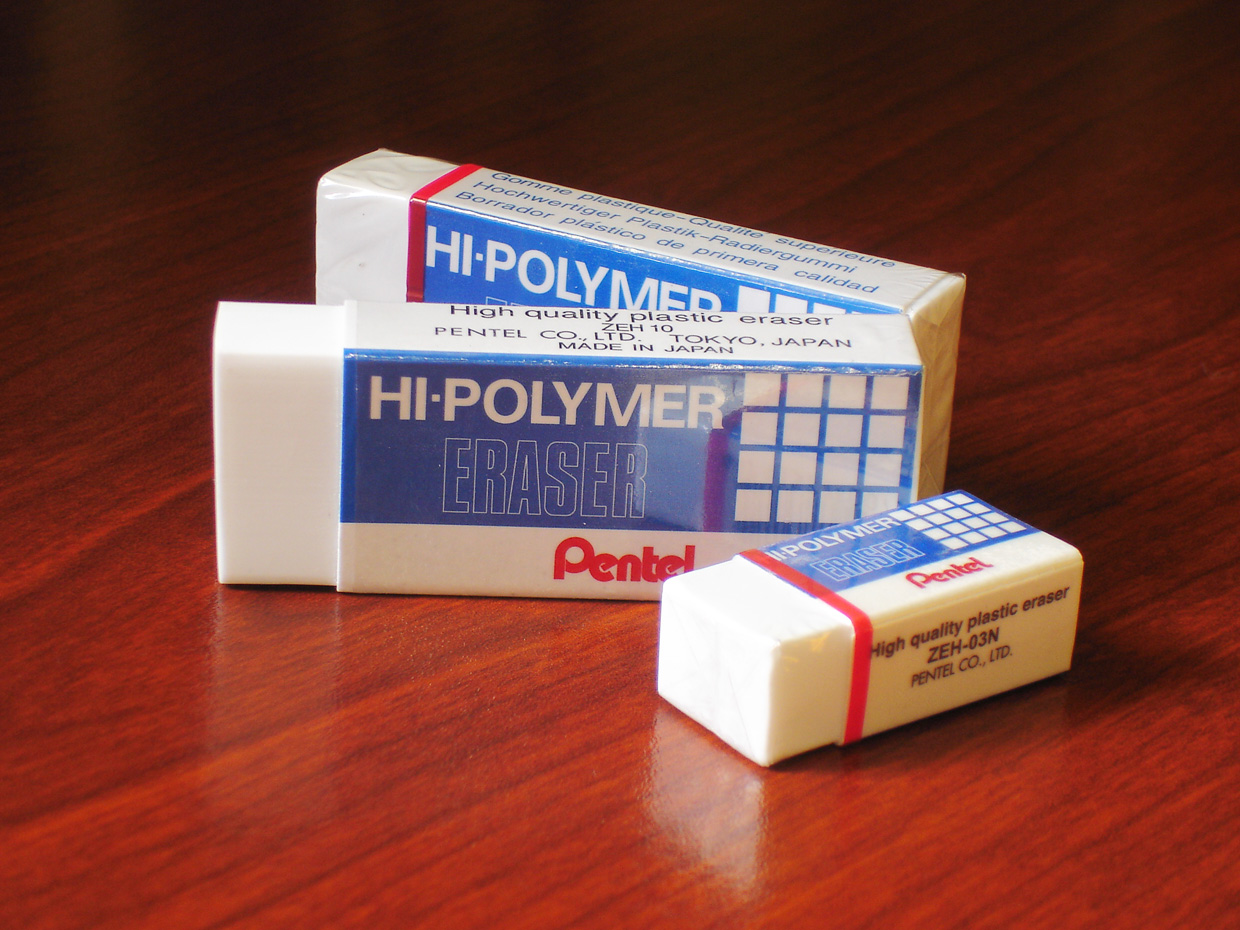
Borrachas Pentel
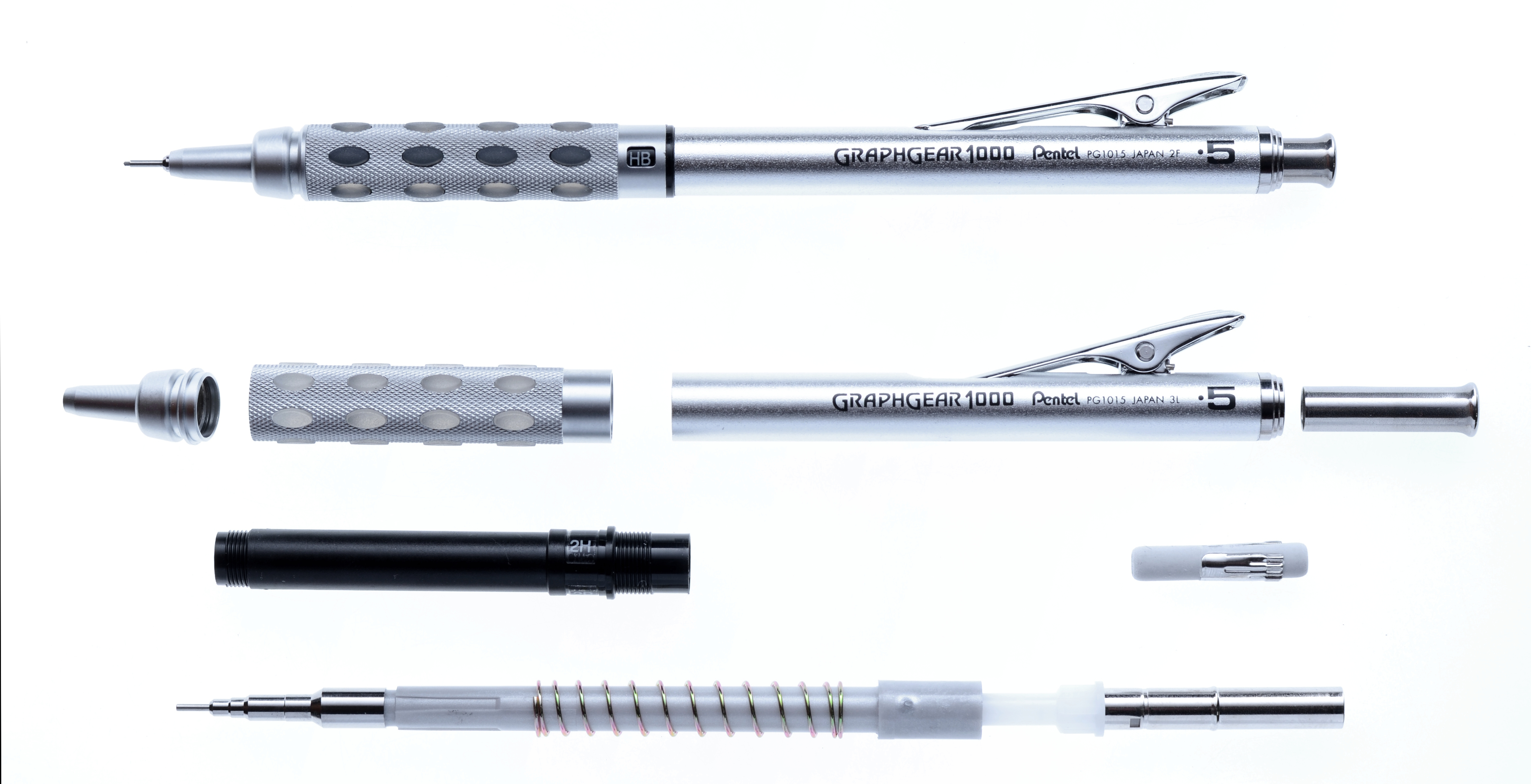
Uma lapiseira Pentel GraphGear 1000 com um tubo guia retrátil operado por clipe
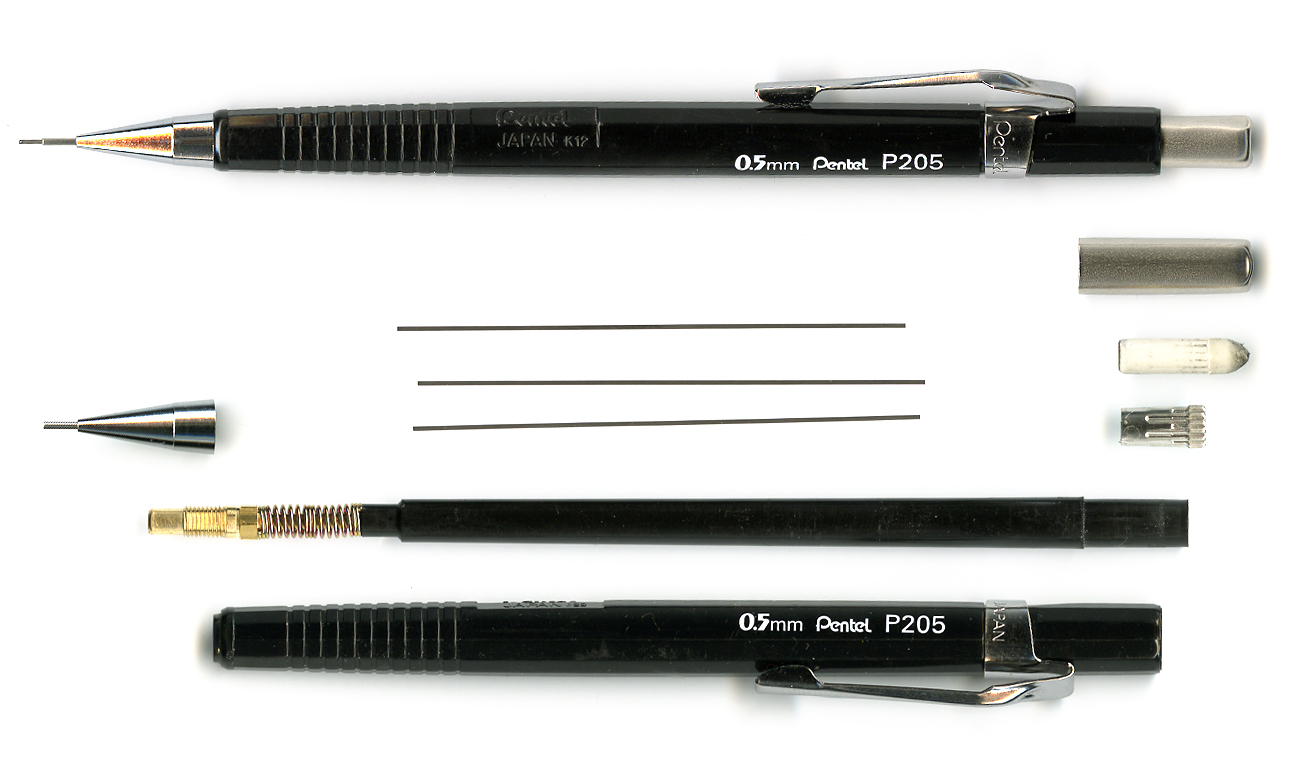
Lapiseira Pentel Sharp, mostrando três cargas de grafite de 0,5mm